# Cloche (copricapo)

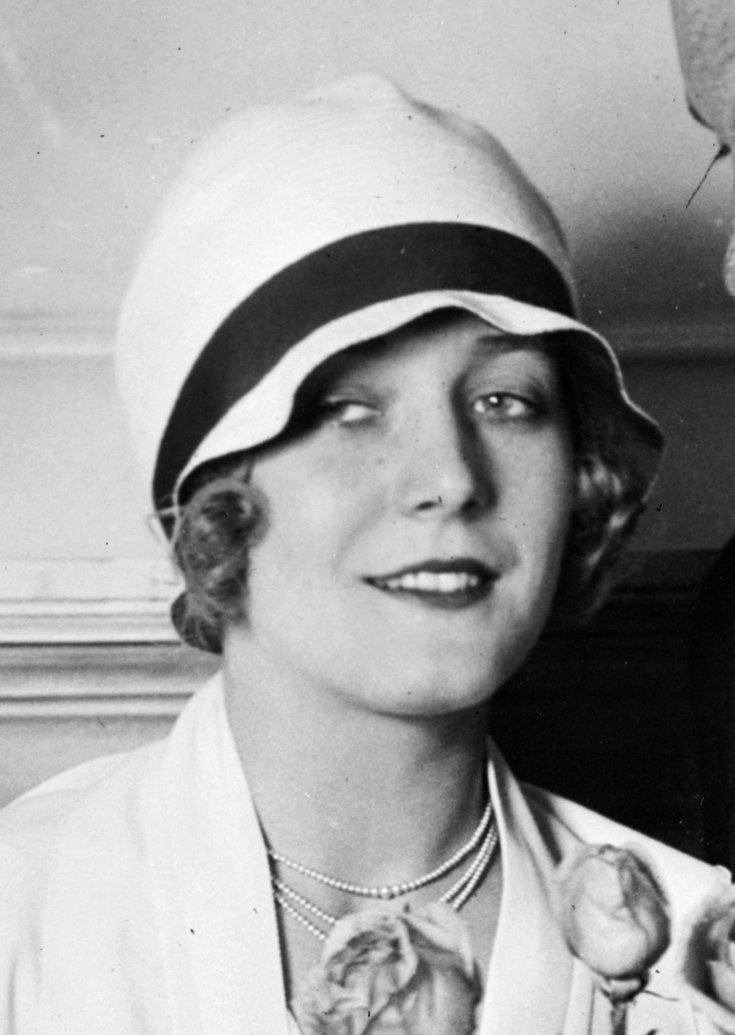
L'attrice Vilma Bánky indossa un cappello cloche, 1927

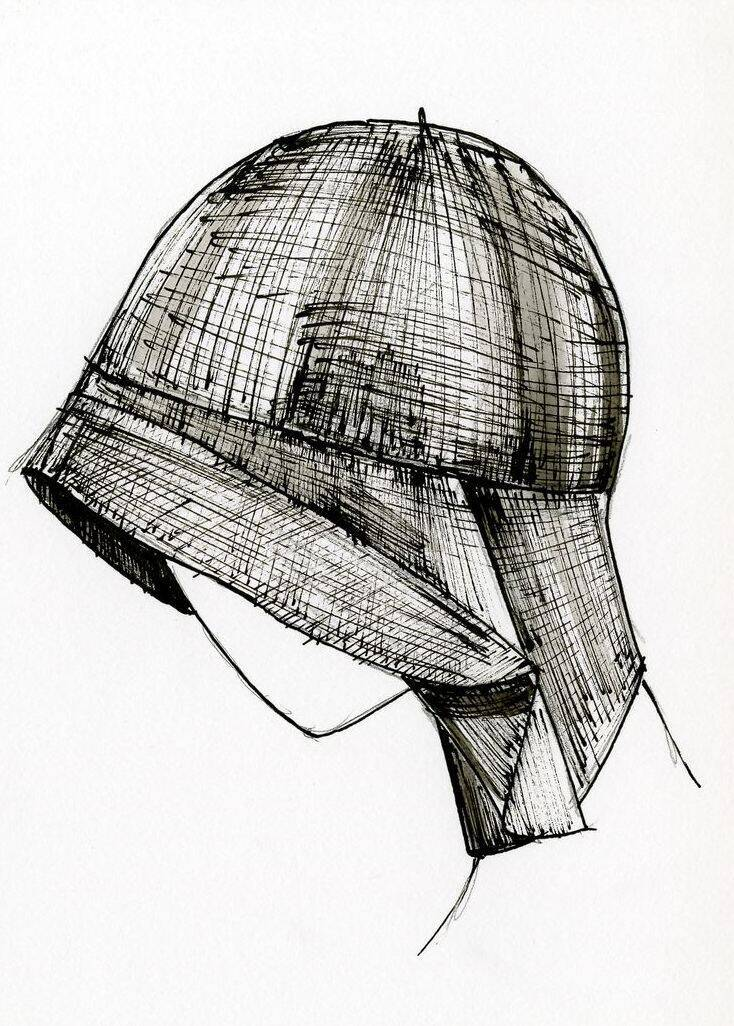
Disegno di una cloche

La cloche è un termine francese che indica un cappello da donna in forma di campana.

## Storia
Acquistati dall'Imperatrice d'Austria a Vienna e dalla 
Granduchessa di Toscana i primi esemplari sono in paglia. Il museo della paglia e dell'intreccio a Signa conserva una rarissima cloche - databile alla fine dell'Ottocento e chiamata "Cappello della sovrana" - realizzata con una treccia di paglia finissima rammagliata.
Negli anni venti la moda del cappello cloche è lanciata dalla modista francese Caroline Reboux.

## Descrizione
Il cappello a cloche è generalmente realizzato in feltro, in modo da poter prendere la forma della testa, e viene indossato coprendo quasi completamente la fronte, e lasciando gli occhi dell'indossatore giusto sotto il suo orlo. Spesso sul cappello venivano cuciti differenti tipi di fiocchi, che assumevano significati diversi.
Negli ultimi anni, alcuni stilisti hanno tentato di far ritornare di moda il cappello a cloche. Nel numero di settembre 2007, la rivista Elle l'ha nominato come "accessorio di alta moda del momento".